# Virginia Field
Virginia Field, all'anagrafe Margaret Cynthia Field (Londra, 4 novembre 1917 – Palm Desert, 2 gennaio 1992), è stata un'attrice britannica.

## Biografia
Figlia di un giudice, Virginia Field fu educata a Parigi e tornò nella natia Londra per studiare recitazione. Nei primi anni trenta lavorò a Vienna con il celebre Max Reinhardt e fece il suo debutto sul grande schermo britannico nel 1934 con i film The Primrose Path e The Lady Is Willing.
Nel 1936 arrivò a Hollywood e recitò nel ruolo di Miss Herbert nel film in costume Lord Fauntleroy, prodotto da David O. Selznick, cui fecero seguito diverse apparizioni in pellicole per lo più prodotte dalla 20th Century Fox. Tra i film da lei interpretati nella seconda metà del decennio, sono da ricordare I Lloyds di Londra (1936), Ragazze innamorate (1936), La spia dei lancieri (1937), oltre ad alcune pellicole incentrate sulla figura del detective Mr. Moto come Tigre verde (1937), Mr. Moto's Last Warning (1939), Mr. Moto Takes a Vacation (1939).
Durante gli anni quaranta l'attrice lavorò intensamente nel cinema ma i suoi rimasero essenzialmente di coprotagonista. Tra i titoli da lei interpretati durante il decennio, da ricordare i drammi Il ponte di Waterloo (1940) e La baia di Hudson (1941), le commedie La taverna delle stelle (1943) e Rivista di stelle (1947), l'esotico La femmina di Singapore (1941).
Nella prima metà degli anni cinquanta la Field lasciò progressivamente il grande schermo e passò alla televisione, partecipando a numerose serie antologiche popolari in quel periodo, come Fireside Theatre (1954-1955) e The Ford Television Theatre (1952-1956), e a telefilm come The Rebel (1961) e Tales of Wells Fargo (1961).
L'attrice apparve in sei diversi episodi della serie poliziesca Perry Mason. In due di essi, The Case of the Provocative Protege (1960) e The Case of the Polka Dot Pony, interpretò il ruolo dell'assassina, mentre in The Case of the Simple Simon fu una cliente dell'avvocato Mason. Dal 1966, anno in cui partecipò per l'ultima volta alla serie, la Field diradò le proprie apparizioni televisive, fino al definitivo ritiro dalle scene nel 1975, dopo aver interpretato un episodio del telefilm Adam-12.

## Vita privata
Virginia Field fu sposata tre volte. Ebbe una figlia, Margaret, dal primo matrimonio (1942-1946) con l'attore Paul Douglas, dopodiché si risposò nel 1947 con Howard Grode, dal quale divorziò l'anno successivo. Il terzo matrimonio con l'attore Willard Parker, sposato nel 1951, durò fino alla morte della Field, avvenuta il 2 gennaio 1992, all'età di 74 anni.

## Filmografia

### Cinema
- The Primrose Path, regia di Reginald Denham (1934)
- The Lady is Willing, regia di Gilbert Miller (1934)
- Lord Fauntleroy (Little Lord Fauntleroy), regia di John Cromwell (1936)
- Radiofollie (Sing, Baby, Sing), regia di Sidney Lanfield (1936)
- Thank You, Jeeves!, regia di Arthur Greville Collins (1936)
- Ragazze innamorate (Ladies in Love), regia di Edward H. Griffith (1936)
- I Lloyds di Londra (Lloyd's of London), regia di Henry King (1936)
- Career Woman, regia di Lewis Seiler (1936)
- Tigre verde (Think Fast, Mr. Moto), regia di Norman Foster (1937)
- London by Night, regia di William Thiele (1937)
- La spia dei lancieri (Lancer Spy), regia di Gregory Ratoff (1937)
- Alì Babà va in città (Ali Baba Goes to Town), regia di David Butler (1937)
- La valigia dei venti milioni (Charlie Chan at Monte Carlo), regia di Eugene Forde (1937)
- L'ultimo avvertimento di Mr. Moto (Mr. Moto's Last Warning), regia di Norman Foster (1939)
- Capitan Furia (Captain Fury), regia di Hal Roach (1939)
- Bridal Suite, regia di Wilhelm Thiele (1939)
- I pionieri della costa d'oro (The Sun Never Sets), regia di Rowland V. Lee (1939)
- Mr. Moto Takes a Vacation, regia di Norman Foster (1939)
- Eternamente tua (Eternally Yours), regia di Tay Garnett (1939)
- The Cisco Kid and the Lady, regia di Herbert I. Leeds (1939)
- Il ponte di Waterloo (Waterloo Bridge), regia di Mervyn LeRoy (1940)
- Balla, ragazza, balla (Dance, Girl, Dance), regia di Dorothy Arzner e, non accreditato, Roy Del Ruth (1940)
- La baia di Hudson (Hudson's Bay), regia di Irving Pichel (1941)
- Knockout, regia di William Clemens (1941)
- La femmina di Singapore (Singapore Woman), regia di Jean Negulesco (1941)
- Atlantic Convoy, regia di Lew Landers (1942)
- Domani sarò tua (The Crystal Ball), regia di Elliott Nugent (1943)
- La taverna delle stelle (Stage Door Canteen), regia di Frank Borzage (1943)
- Ladies' Man, regia di William D. Russell (1947)
- Un matrimonio ideale (The Perfect Marriage), regia di Lewis Allen (1947)
- La donna di quella notte (The Imperfect Lady), regia di Lewis Allen (1947)
- Dimmi addio (Repeat Performance), regia di Alfred L. Werker (1947)
- Rivista di stelle (Variety Girl), regia di George Marshall (1947)
- Tre figli in gamba (Christmas Eve), regia di Edwin L. Marin (1947)
- L'uomo che vorrei (Dream Girl), regia di Mitchell Leisen (1948)
- La sposa rubata (John Loves Mary), regia di David Butler (1949)
- La corte di re Artù (A Connecticut Yankee in King Arthur's Court), regia di Tay Garnett (1949)
- 25 minuti con la morte (Dial 1119), regia di Gerald Mayer (1950)
- Elena paga il debito (The Lady Pays Off), regia di Douglas Sirk (1951)
- Vedovo cerca moglie (Week-End with Father), regia di Douglas Sirk (1951)
- I veli di Bagdad (The Veils of Bagdad), regia di George Sherman (1953)
- L'assassino sul tetto (Appointment with a Shadow), regia di Richard Carlson (1957)
- Rockabilly Baby, regia di William F. Claxton (1957)
- The Explosive Generation, regia di Buzz Kulik (1961)
- The Earth Dies Screaming, regia di Terence Fisher (1964)

### Televisione
- Crime Photographer – serie TV, 1 episodio (1952)
- Hollywood Opening Night – serie TV, 1 episodio (1953)
- The Revlon Mirror Theatre – serie TV, 1 episodio (1953)
- General Electric Theater – serie TV, episodio 3x21 (1955)
- Fireside Theatre – serie TV, 3 episodi (1954-1955)
- The Whistler – serie TV, 2 episodi (1955)
- Damon Runyon Theater – serie TV, episodio 2x04 (1955)
- Chevron Hall of Stars – serie TV, 1 episodio (1956)
- The Ford Television Theatre – serie TV, 6 episodi (1952-1956)
- The 20th Century-Fox Hour – serie TV, episodio 1x17 (1956)
- Screen Directors Playhouse – serie TV, episodio 1x30 (1956)
- Four Star Playhouse – serie TV, 1 episodio (1956)
- Schlitz Playhouse of Stars – serie TV, 2 episodi (1952-1956)
- Man with a Camera – serie TV, episodio 1x12 (1959)
- The Millionaire – serie TV, 1 episodio (1959)
- Alcoa Theatre – serie TV, 1 episodio (1959)
- Johnny Midnight – serie TV, 1 episodio (1960)
- The Comedy Spot – serie TV, 1 episodio (1960)
- The Rebel – serie TV, 1 episodio (1961)
- Tales of Wells Fargo – serie TV, 1 episodio (1961)
- The New Breed – serie TV, episodio 1x13 (1961)
- Avventure in paradiso (Adventures in Paradise) – serie TV, episodio 3x17 (1962)
- Perry Mason – serie TV, 6 episodi (1958-1966)
- Iron Horse – serie TV, episodio 1x09 (1966)
- Il ladro (T.H.E. Cat) – serie TV, episodio 1x11 (1966)
- Squadra speciale anticrimine (The Felony Squad) – serie TV, episodio 1x23 (1967)
- Adam-12 – serie TV, 1 episodio (1975)

## Doppiatrici italiane
- Tina Lattanzi in Vedovo cerca moglie, I veli di Bagdad, Un matrimonio ideale, La corte di re Artù
- Rosetta Calavetta in I Lloyds di Londra (riedizione), Domani sarò tua
- Dhia Cristiani in La spia dei lancieri, L'uomo che vorrei
- Laura Carli in La donna di quella notte
- Pinella Dragani in La corte di re Artù (ridoppiaggio)
- Isabella Pasanisi in Balla, ragazza, balla (doppiaggio tardivo)